# Byron Murphy
Byron Murphy Jr. (geboren am 18. Januar 1998 in Scottsdale, Arizona) ist ein US-amerikanischer American-Football-Spieler auf der Position des Cornerbacks. Er spielte College Football für die University of Washington und steht seit 2023 bei den Minnesota Vikings in der National Football League (NFL) unter Vertrag. Zuvor spielte Murphy von 2019 bis 2022 für die Arizona Cardinals.

## College
Murphy besuchte die Saguaro High School in seiner Heimatstadt Scottsdale, Arizona. Dort spielte er Football als Cornerback und als Wide Receiver, zudem war er ein erfolgreicher Basketballspieler. Ab 2016 ging Murphy auf die University of Washington, um College Football für die Washington Huskies zu spielen. Dort legte er zunächst ein Redshirtjahr ein. In der Saison 2017 bestritt er sechs Spiele als Starter, sieben Partien verpasste er wegen eines gebrochenen Fußes, dabei fing er drei Interceptions und wehrte zehn Pässe ab. In seinem dritten und letzten Jahr am College wurde Murphy als Stammspieler in 14 Partien eingesetzt. Ihm gelangen vier Interceptions und 17 verhinderte Pässe. Murphy wurde in das All-Star-Team der Pacific-12 Conference gewählt. Zudem wurde er im Meisterschaftsspiel der Pac-12 als MVP ausgezeichnet. Beim 10:3-Sieg der Huskies über die Utah Utes fing er zwei gegnerische Pässe ab und erzielte bei einem Interception-Return über 66 Yards den einzigen Touchdown des Spiels. Im Anschluss an die Saison 2018 gab Murphy seine Anmeldung für den kommenden NFL Draft bekannt.

## NFL
Murphy wurde im NFL Draft 2019 in der zweiten Runde an 33. Stelle von den Arizona Cardinals ausgewählt. Als Rookie wurde Murphy in allen 16 Spielen neben Patrick Peterson als Starter auf der Position des Outside-Cornerback eingesetzt. Dabei erzielte er 78 Tackles sowie eine Interception, zudem verhinderte er zehn Pässe. In seinem zweiten NFL-Jahr spielte Murphy vorwiegend als Nickelback, da Dre Kirkpatrick die zweite Outside-Cornerback-Position übernahm. Am dritten Spieltag der Saison 2021 fing Murphy gegen die Jacksonville Jaguars zwei Interceptions, dabei erzielte er einen Interception-Return-Touchdown über 29 Yards. Zudem verhinderte er zwei Pässe. Für seine Leistung wurde Murphy als NFC Defensive Player of the Week ausgezeichnet. Er kam 2021 in 16 Partien als Starter zum Einsatz und fing dabei vier Interceptions, zudem konnte er zwölf Pässe verhindern. Am zweiten Spieltag der Saison 2022 konnte Murphy bei der Partie gegen die Las Vegas Raiders in der Overtime einen von Isaiah Simmons verursachten Fumble aufnehmen und über 59 Yards zu einem Touchdown in die Endzone tragen, wodurch die Cardinals das Spiel mit 29:23 gewannen. Aufgrund einer Rückenverletzung bestritt er 2022 nur neun Spiele.
Im März 2023 unterschrieb Murphy einen Zweijahresvertrag im Wert von 17,5 Millionen US-Dollar bei den Minnesota Vikings. In der Saison 2023 fing Murphy als Nummer-eins-Cornerback der Vikings drei Interceptions. Die letzten drei Spiele der Saison verpasste er wegen einer Knieverletzung. In seinem zweiten Jahr in Minnesota wurde er erstmals in den Pro Bowl gewählt, ihm gelangen sechs Interceptions. Im März 2025 einigte Murphy sich mit den Vikings auf einen neuen Dreijahresvertrag im Wert von 66 Millionen US-Dollar.

### NFL-Statistiken
| Saison                             | Saison | Spiele | Spiele      | Tackles | Tackles | Tackles | Tackles | Interceptions | Interceptions | Interceptions | Interceptions | Interceptions | Fumbles | Fumbles | Fumbles |
| Jahr                               | Team   | Spiele | als Starter | Gesamt  | Solo    | Ast     | Sacks   | PD            | INT           | Yds           | Lng           | TD            | FF      | FR      | TD      |
| ---------------------------------- | ------ | ------ | ----------- | ------- | ------- | ------- | ------- | ------------- | ------------- | ------------- | ------------- | ------------- | ------- | ------- | ------- |
| 2019                               | ARI    | 16     | 16          | 78      | 66      | 12      | 0,0     | 10            | 1             | 0             | 0             | 0             | 0       | 0       | 0       |
| 2020                               | ARI    | 15     | 7           | 51      | 40      | 11      | 2,0     | 8             | 0             | 0             | 0             | 0             | 0       | 2       | 0       |
| 2021                               | ARI    | 16     | 16          | 64      | 49      | 15      | 0,5     | 12            | 4             | 49            | 29            | 1             | 1       | 1       | 0       |
| 2022                               | ARI    | 9      | 9           | 36      | 29      | 7       | 0,5     | 12            | 0             | 0             | 0             | 0             | 0       | 2       | 1       |
| 2023                               | MIN    | 14     | 14          | 57      | 43      | 14      | 0,0     | 13            | 3             | 59            | 37            | 0             | 1       | 1       | 0       |
| 2024                               | MIN    | 17     | 17          | 81      | 62      | 19      | 0,0     | 14            | 6             | 2             | 2             | 0             | 1       | 0       | 0       |
| Gesamt                             | Gesamt | 87     | 79          | 367     | 289     | 78      | 3,0     | 61            | 14            | 110           | 37            | 1             | 3       | 6       | 1       |
| Quelle: pro-football-reference.com |        |        |             |         |         |         |         |               |               |               |               |               |         |         |         |